# Typ 38 12-cm-Haubitze
Die Typ 38 12-cm-Haubitze (japanisch 三八式十二糎榴弾砲 Sanhachi-shiki jūni-senchi ryūdanhō) war eine Haubitze, die vom Kaiserlich Japanischen Heer im Ersten Weltkrieg, Zweiten Japanisch-Chinesischen Krieg, im Japanisch-Sowjetischen Grenzkonflikt und während des Pazifikkrieges eingesetzt wurde. Sie gehörte von 1911 bis 1945 zur Ausstattung des Japanischen Heeres. Die Bezeichnung Typ 38 deutet dabei auf das Jahr der Entwicklung, dem 38. Jahr der Herrschaft von Kaiser Meiji bzw. 1905 nach gregorianischem Kalender, hin.

## Geschichte
Das Geschütz war eine Entwicklung der Firma Friedrich Krupp AG, Die Firma Krupp hatte um die Jahrhundertwende für das Deutsche Reich und andere Staaten verschiedene Feldhaubitzen mit Kalibern von 10,5 bis 15 cm entwickelt und konnte daher dem Wunsch Japans nach einem 12-cm-Geschütz leicht nachkommen. Das Material zum Bau der Geschütze wurde zumindest teilweise von Frankreich geliefert.
Das Geschütz wurde 1911 in die japanische Armee eingeführt. Es war, obwohl inzwischen (mit fehlendem Schutzschild und einer Höchstschussweite von unter 6 km!) hoffnungslos veraltet, auch im Zweiten Weltkrieg immer noch im Einsatz. Bei der Schlacht um Iwojima setzten die japanischen Verteidiger einige Typ 38 Haubitzen ein, wahrscheinlich aus Mangel an adäquaten Geschützen. Die Typ 38 hatte ein prägnant kurzes Rohr, das 1,32 m (Kaliber L/11) lang war, eine Kastenlafette sowie hölzerne Räder. Die Haubitze konnte hochexplosive, panzerbrechende sowie Schrapnell-Granaten verschießen. Das Geschütz wog in Feuerstellung 1145 kg, in Fahrstellung (mit beladener Protze und aufgesessener Mannschaft) 2.165 kg.

### In fremden Diensten
Japan lieferte während des Ersten Weltkrieges Waffen an Russland, hierzu gehörten auch Exemplare der 12-cm-Feldhaubitze Meji 38 sowie die dazugehörige Munition. Die Russen, bei denen jedes Armeekorps in der Kriegsgliederung über eine Abteilung zu zwei Batterien leichter Feldhaubitzen verfügte, setzten die an sie gelieferten Geschütze entsprechend ein. Einige dieser Geschütze fielen daher auch als Kriegsbeute in deutsche Hände. In Deutschland war zumindest im Jahr 1916 eine Batterie zu 4 Geschützen mit diesem Geschütz ausgestattet und unter der Bezeichnung 12-cm-lFH (jap.) eingesetzt. Immerhin wurden für dieses Geschütz in Deutschland 12.100 Schuss Munition gefertigt und verbraucht.

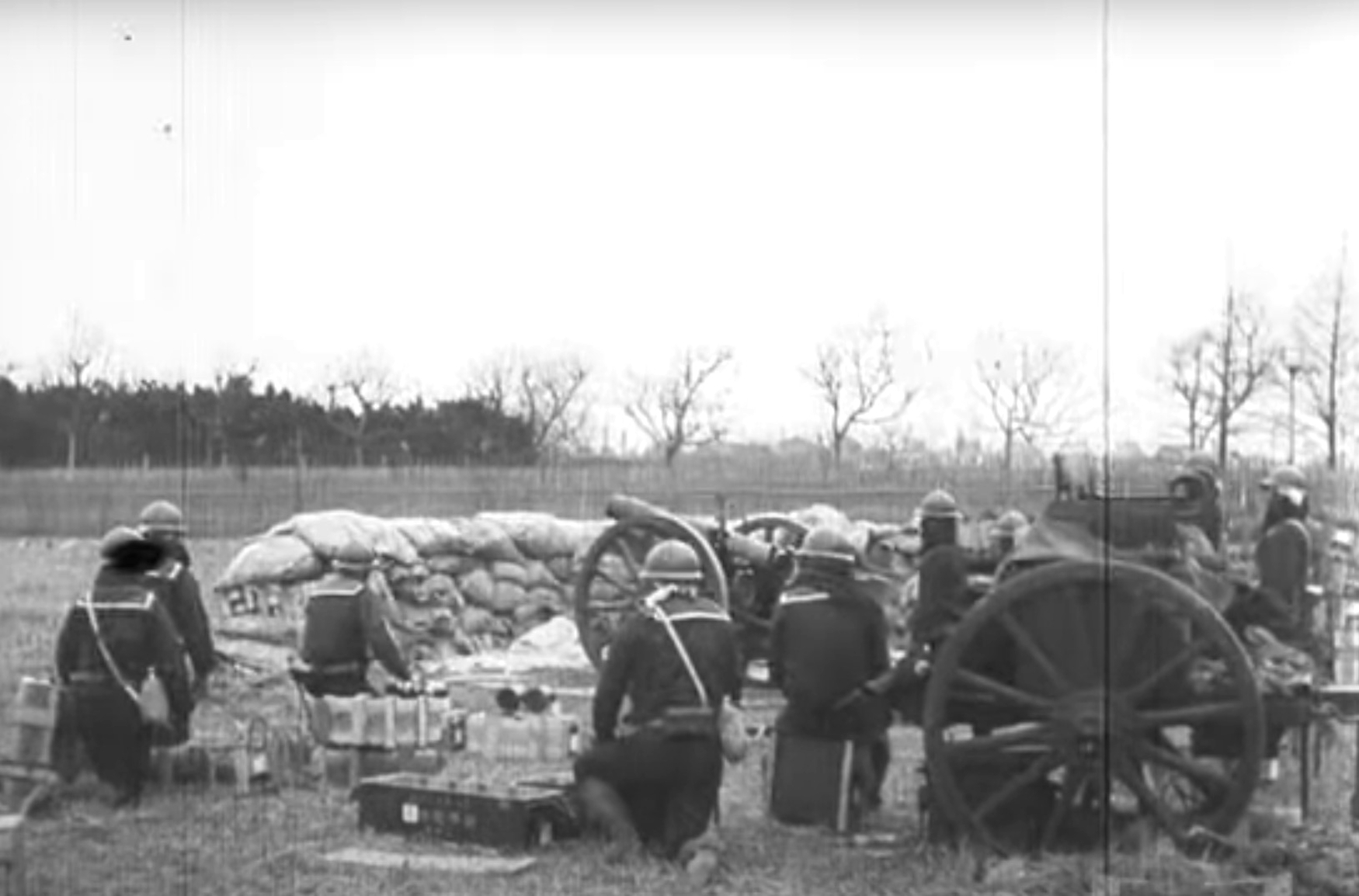
Typ 38 12-cm-Haubitze der Marineinfanterie, Shanghai 1932
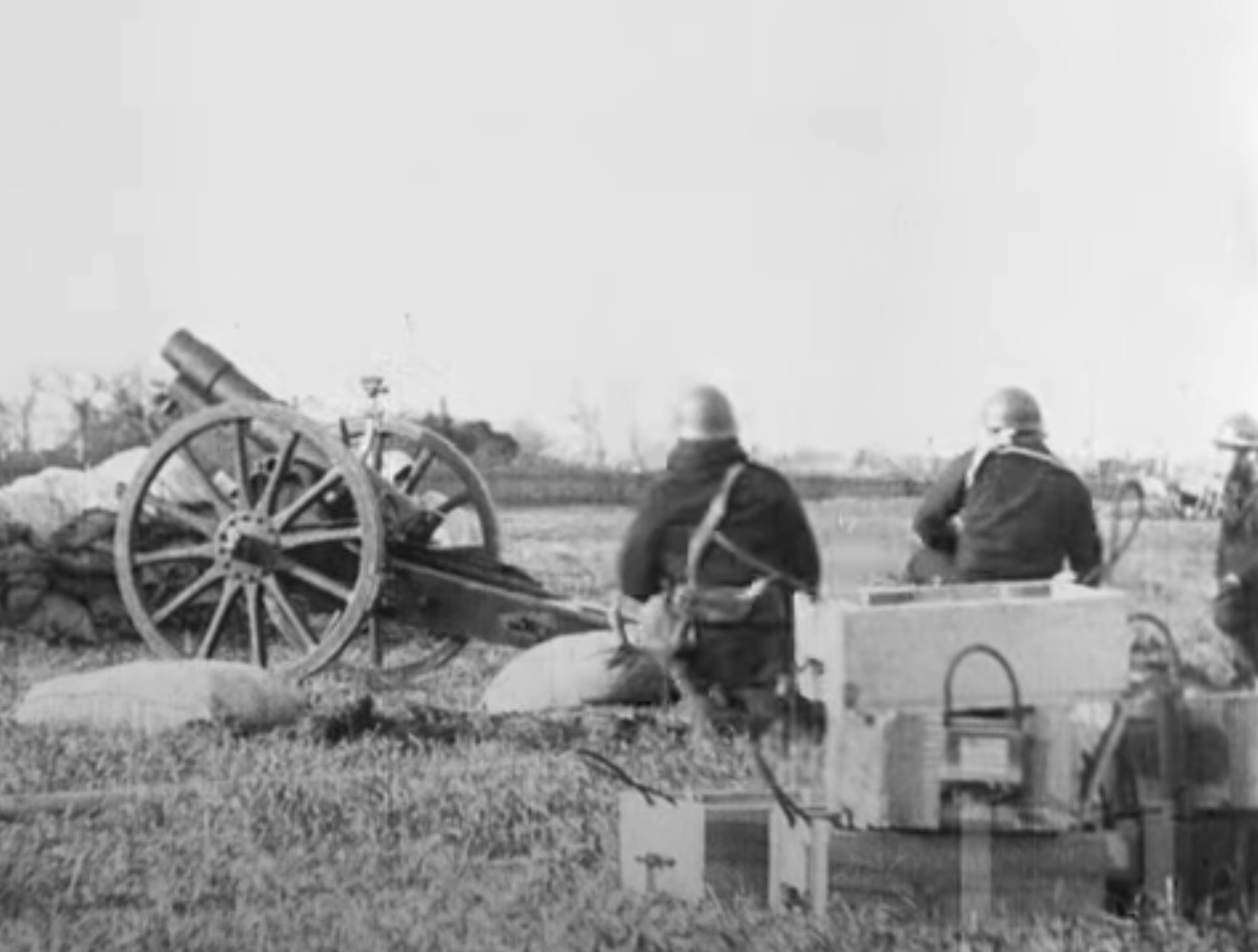
Typ 38 12-cm-Haubitze der Marineinfanterie mit größerem Schusswinkel, Shanghai 1932